# エンゼルフィッシュ
エンゼルフィッシュ（英: Angelfish）またはテンニンイシダイ（天人石鯛）は、南アメリカ・アマゾン川水系原産の淡水魚であり、観賞用熱帯魚の代名詞の一つともいえるシクリッドである。分類上ではスズキ目ベラ亜目シクリッド科エンゼルフィッシュ属（Pterophyllum属）に分類される3種類程度の魚を総称して「エンゼルフィッシュ」と呼ぶ。

## 特徴
全長12 - 15cmほどで、体は木の葉のように左右に平たい。さらに背びれと腹びれ、尻びれが長く発達していて、特徴的な縦長の体型をしている。品種改良された飼育個体の体色は変異に富むが、野生個体は銀白色で、体側に褐色の3本の横しまがある。
名前は大きなひれでゆったりと泳ぐさまが天使に例えられたものである。最近は"Angel"を「エンジェル」と読むのが一般的だが、この魚は「エンゼル」も通用する。また、英語の"Angelfish"は、エンゼルフィッシュの他にもチョウチョウウオに似た海水魚・キンチャクダイ類を意味することがある。英語ではエンゼルフィッシュを"Freshwater angelfish"、キンチャクダイを"Marine angelfish"として区別する。
アマゾン川流域を中心とした南アメリカ北部に分布し、水の流れがあまりない水域に生息する。水中では水草や樹木の陰に留まっていることが多い。食性は肉食性で、昆虫、貝類、甲殻類、イトミミズ、魚卵、小魚などを捕食する。よって、飼育する時も口に入るようなタンクメイトと一緒に飼うのは避けるべきである。
産卵は岩、水草、水中に垂れ下がった木の葉などでおこなわれ、1ヶ所に1000個ほどの小さな卵を円状に並べて産卵する。オスとメスは産卵後も残り、卵と稚魚の世話をする。ただし親が稚魚を食べてしまうこともある。
また、獰猛な種の多いシクリッドの中では比較的温和であるものの、やはり多少の縄張り意識を持っており、自分の縄張りを主張して他の魚を攻撃する事があるため混泳水槽での飼育には注意が必要。特に小型の魚は捕食対象にまでなり得るので、より慎重な配慮が求められる。

## 種類

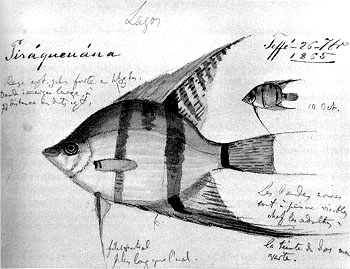
原種3種の比較

エンゼルフィッシュは次の3種類が原種とされているが、分類上はっきりしない部分も多く、デュメリリィ・エンゼルとスカラレ・エンゼルを同種とみなした2種とされることがあるほか、P.eimekeiというスカラレ・エンゼルに酷似した別種も加えて4種とされる事もある。
スカラレ・エンゼル P.scalare (Schultze, 1823)
英名：Freshwater Angelfish
アマゾン川流域に広範囲に棲息している。最も多く見る種で、日本でエンゼルフィッシュと言えば基本的にこの種を指し、野生種に近い特徴を残した養殖個体は「並エンゼル」と呼ばれる。一方、現地採集個体はワイルド・スカラレと呼ばれるほか、後述のアルタム・エンゼルに体形が似た背の高い個体は「○○・アルタム」（○○には採集地の名が入る）と称して流通する事もある。
アルタム・エンゼル P.altum Pellegrin, 1903
英名：Altum Angelfish
非常に伸長するヒレと深く凹んだ額、やや褐色がかかる体色が特徴。水質の変化に敏感で病気に罹りやすく、飼育・繁殖ともに非常に難しいため上級者向け。
デュメリリィ・エンゼル P.leopoldi (J. P. Gosse, 1963)
英名：Teardrop Angelfish
ペルー、コロンビア、ブラジル南部に分布する。以前の学名がP.dumeriliiであった事からこの名で呼ばれるが、現在の学名に準拠したレオポルディ・エンゼルという呼称が用いられる事もある。他の2種は額が凹んでいるのに対し、こちらは出っ張り気味で丸みを帯びている。

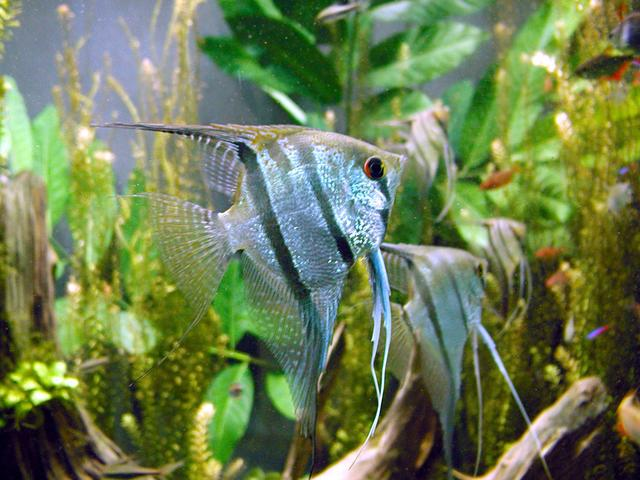
鮮やかな体色の改良品種

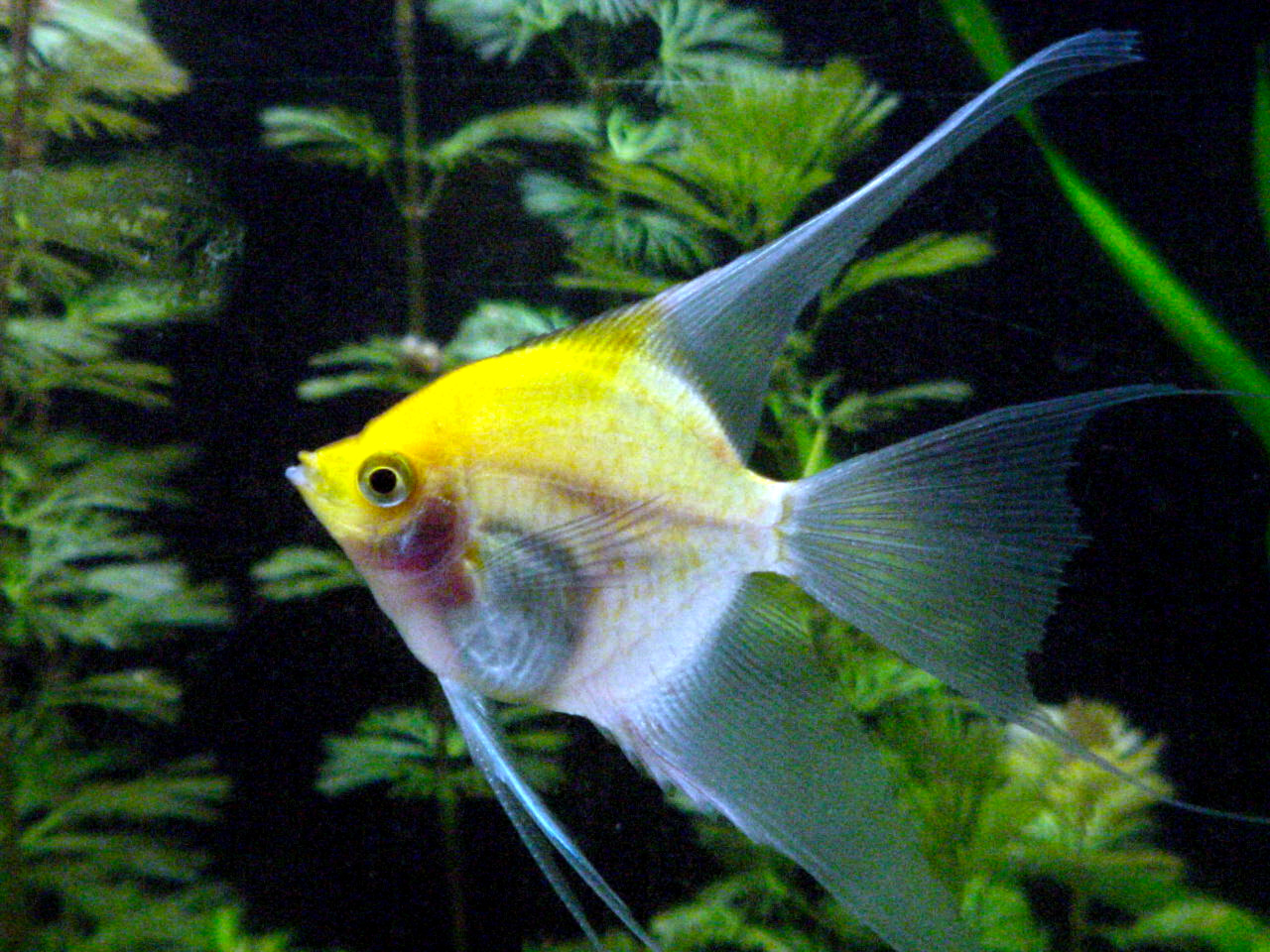
Sunset Blushing Veil Angelfish

日本にエンゼルフィッシュが初めて輸入されたのは1930年頃といわれ、それ以後、多くの改良品種が作出された。特にスカラレ種は多くのバリエーションがあり、改良品種の基となった。

### おもな改良品種
ダイヤモンドマーブルエンゼルのように、複数の品種の特徴を併せ持つ場合もある。
マーブル・エンゼル
縞模様の代わりに大理石のような黒い模様が入る改良品種。通常のマーブルエンゼルは黒と表皮の銀色のみであるが、トリカラーエンゼルと呼ばれる黒と黄色の模様の入る品種も存在する。
ゴールデン・エンゼル
縞模様が消失し、頭部から背中にかけて金色の発色のある改良品種である。
ダイヤモンド・エンゼル
鱗の形状が変化して光沢を持った皺のような状態になった改良品種である。
アルビノ・エンゼル
アルビノのエンゼルフィッシュである。体色はゴールデンエンゼルに近い。
　ホワイト・エンゼル
体の色が白一色だが、透明感もあるエンゼルフィッシュである。
ブラック・エンゼル
体が黒一色になる改良品種。眼の虹彩が赤くなるのが特徴である。
レッドトップ・エンゼル
ゴールデンエンゼルのような頭部に発色を持つタイプの改良品種の中で、特に赤に近い色彩を持ったもの。
グラス・エンゼル
鱗が透明になり、体に透明感を持った改良品種である。ブラッシングとも。
ベールテールエンゼル
背びれと尻びれが非常に長く発達する改良品種である。